# Marcel Guinochet
Marcel Guinochet (1909-1997) est un botaniste et phytosociologue français.

## Publications
- Guinochet, M. 1938. Études sur la végétation de l'étage alpin dans le bassin supérieur de la Tinee. Ed. Bosc Freres M. & I. Riou, Lyon
- ----. 1940.  Observations sur la végétation des étages montagnard et subalpin dans le bassin du Giffre (Haut-Savoie). Paris: Librairie Générale de l'Enseignement

### Livres
- Guinochet, M. 1955. Logique et dynamique du peuplement végétal: phytogéographie, phytosociologie biosystématique, applications agronomiques. Ed. Masson (París): Collection Évolution des sciences 7. 143 pp.
- ----; A Brunel, M Duflo, Didier Dacunha-Castelle. 1965. Notions fondamentales de Botanique générale . París : Masson et Cie
- ----. 1973.  Phytosociologie. Collection d'écologie, 1. Ed. Masson (París). vi + 227 pp.  (ISBN 2-225-35618-1) (BNF 35272601)
- ----. 1975.  La Flore Du Bassin Mediterraneen: Essai De Systematique Synthetique. Actes Du Colloque, Montpellier, 4-8 juin 1974. Ed. Centre national de la recherche scientifique. 576 pp.  (ISBN 2-222-01764-5)
- ----; R Vilmorin. 1998. Flore de France (fasc. 1). Ed. Rolters Kluwer (DOIN).  (ISBN 978-2-7040-0286-3)
- ----; ----. 1998. Flore de France (fasc. 2). Ed. Rolters Kluwer (DOIN).  (ISBN 978-2-7040-0287-0)
- ----; ----. 1998. Flore de France (fasc. 3). Ed. Rolters Kluwer (DOIN).  (ISBN 978-2-7040-0302-0)
- ----; ----. 1998. Flore de France (fasc. 4). Ed. Rolters Kluwer (DOIN).  (ISBN 978-2-222-02885-7)

## Hommages

### Éponymes
- (Campanulaceae) Campanula guinochetii Quézel Bull. Soc. Sci. Nat. Maroc xxxi. 260 1953 (IK)
- (Poaceae) Festuca guinochetii (Bidault) S.Arndt Pl. Syst. Evol. 271(3-4): 136. 2008

## Source
- André Charpin; Gérard-Guy Aymonin. 2004. Bibliographie sélective des Flores de France. V. Notices biographiques sur les auteurs cités : P-Z et compléments. Le Journal de Botanique de la Société botanique de France, 27 : 47-87